# Janvier 1831

## Événements
- 1er janvier : l’Américain William Lloyd Garrison publie son journal abolitionniste, The Liberator. En janvier, des Noirs libres sont fouettés et emprisonnés à Washington pour l’avoir vendu.

- 7 janvier : le bey de Tunis prend Oran. Conformément à la convention signée avec la France en 1830, Husayn bey propose ses services à la France. Il espère obtenir Constantine et placer son frère Mustapha au gouvernement d’Oran. Mais les violences exercées par ses troupes en Algérie font scandale et Paris ne ratifie pas la convention. Ce revirement nuira aux relations franco-tunisiennes, alors que, en offrant ses services à l’occupant, le bey s’est compromis aux yeux des musulmans.

- 15 janvier, France :
  - Sainte-Pélagie à Paris devient prison politique;
  - arrêté envoyant des étudiants devant le Conseil académique pour tentative d'associations, attroupements et manifestations de jeunes gens autour de la Sorbonne.

- 17 janvier, France : Victor Hugo remet à Gosselin un manuscrit de Notre-Dame de Paris. Les ajouts manquent.

- 18 janvier : Adam Czartoryski devient président du gouvernement provisoire de Varsovie Les Polonais expulsent les autorités russes et proclament leur indépendance.

- 20 janvier : la Conférence de Londres attribue la totalité du Luxembourg, la partie du Limbourg à l'est de la Meuse et Maastricht au roi des Pays-Bas et décide que la Belgique sera un état perpétuellement neutre sous la garantie des cinq puissances (Royaume-Uni, Autriche-Hongrie, France, Prusse, Russie).
  - Le ministre des affaires étrangères britannique Palmerston fait échouer le projet de la France d’annexer la Belgique.

- 25 janvier : le Sejm proclame la déchéance du tsar. Au cours de la guerre qui s’ensuit, les Polonais résistent aux Russes pendant plusieurs mois.

- 30 janvier : dépôt du projet de loi électoral du gouvernement fixant un cens abaissé à 200 francs. En discussion il est relevé mais double le nombre d'électeurs.

## Naissances
- 22 janvier : Francis Guthrie (mort en 1899), mathématicien et botaniste sud-africain.

## Décès
- 7 janvier : Edward Davies un écrivain gallois (né le 7 juin 1756).
- 22 janvier : Alexandre Jacques François Bertrand (né en 1795), médecin, naturaliste et physicien français.
- 27 janvier : Ernst Gottfried Fischer (né en 1756), chimiste et physicien allemand.